# (52393) 1993 RH5
Az (52393) 1993 RH5 a Naprendszer kisbolygóövében található aszteroida. Eric Walter Elst fedezte fel 1993. szeptember 15-én.